# ウマノスズクサ属
ウマノスズクサ属（ウマノスズクサぞく、馬の鈴草属、学名：Aristolochia）とは、ウマノスズクサ科に属する植物群の１つ。ウマノスズクサ科の基準属である。多年生蔓植物からなる属で、一部に直立するもの、および木本がある。葉は互生。花は花被が癒合して筒状となる。雄蘂と雌蘂は短くてその底にあり、果皮の筒はこの部分で膨らみ、その上でやや細くなって喉部を構成、その先で広がり、左右対称の形を見せる。喉部でUの字型に曲がるものも多いが、ほぼ真っ直ぐなものもある。
世界の熱帯ー亜熱帯を中心に500種以上が知られるが、オーストラリア大陸にだけは自然分布していなかった。ウマノスズクサ属の種は、ジャコウアゲハ属（ジャコウアゲハやトリバネチョウなど）の蝶の食草になることが多い。
属の学名（アリストロキア）から命名されたアリストロキア酸が含まれており、これには腎毒性、発癌性がある。実際、ウマノスズクサ属の植物を含む漢方薬での腎障害の事例もある。中国では「関木通」と呼ばれるが、「木通」（日本ではアケビ属を指す名称）と略されることもあり、混同せぬよう注意が必要。バルカン半島では、小麦に混入したA. clematitisによると思われるバルカン腎症が発生し、最悪の場合腎臓癌に発展する。

## 主な種
日本には以下の種が生育している。
ウマノスズクサ亜属（subgenus Aristolochia）
つる性の多年草。茎、葉、萼は無毛。花は湾曲し、先端は斜めに切られたように一方向に伸びる。日本国内のウマノスズクサ亜属植物の果実は熟すと果柄側から6つに裂開し、種子は扁平で膜状の翼があり、風散布される。
- ウマノスズクサ（馬の鈴草、Aristolochia debilis Sieb. et Zucc.） - 関東以西、九州に分布。中国にも分布する。草地性で、主に河原や土手などに生える。和名は中国語の名（馬兜鈴）由来で、果実が馬の鈴に似ることから。
- マルバウマノスズクサ（丸葉馬の鈴草、Aristolochia contorta Bunge） - 大陸系の植物でロシア、中国、朝鮮半島、日本の本州の日本海側に分布。ウマノスズクサに似るが、ウマノスズクサよりも大きなハート型の葉をつける。別名コウマノスズクサ。
- コウシュンウマノスズクサ（Aristolochia tubiflora Dunn） - 中国、フィリピン、インド、台湾、マレーシア、日本の宮古諸島と魚釣島に分布。日本が分布域の北限である。

オオバウマノスズクサ亜属（subgenus　Siphisia もしくは Isotrema）
つる性の多年生木本。茎、葉、萼の外面は有毛。花は筒状部がＵ字型に曲がる。花柄は下を向き、筒は一旦下に向かうが大きく曲がって上に向き、さらに先端は前に開く。先端は平たくなり、円形に近い。日本国内のオオバウマノスズクサ亜属植物は全て森林性で、日当たりの良い林縁においてある程度成長すると花を付けるようになる。なお、日本国内の本亜属植物では、2種が近接し生育する地域において種間交雑が生じることが明らかとされている。日本国内のオオバウマノスズクサ亜属植物の果実は熟すと先端側から6つに裂開し、種子は倒卵形で翼は無く腹面はくぼむ。くぼみの中央に乳白色の板状構造があり、スズメバチ類がその部分を咥えて種子を持ち去ることがオオバウマノスズクサとアリマウマノスズクサで確認された。スズメバチ類が咥える種子腹面の乳白色の板状構造が、アリ散布で注目されるエライオソームに相当するかは不明である。
- リュウキュウウマノスズクサ（琉球馬の鈴草、Aristolochia liukiuensis Hatusima） - 奄美大島以南に分布する琉球列島固有種。八重山と久米島のものは、花の形態や色からアリマウマノスズクサとみなす見解もある。奄美大島ではイトカズラ､ハナコゴ。加計呂麻島ではハナクサと呼ばれている。学名並びに和名は、1951年に植物研究雑誌（The Journal of Japanese Botany）において命名された。
- オオバウマノスズクサ（大葉馬の鈴草、Aristolochia kaempferi Willd.） - 関東以南、四国、九州に分布し、葉は一般に円形で先が少しとがる。ただし、葉の形は変異に富み個体内においてもトンボ型からハート型までみられることもあるので、識別形質には用いられない。花は黄色く正面からみると円形もしくは倒卵形で、筒口内部は濃い紫色のことが多い。和名の由来はウマノスズクサよりも葉が大きいことから。
  - イセノウマノスズクサ（伊勢の馬の鈴草、Aristolochia kaempferi var. laevipes Watanabe-Toma & Ohi-Toma）- 三重県伊勢志摩、稀に愛知県尾張に点在する池周辺に分布。成長した葉は二等辺三角形で、赤みを帯びた葉柄を持つことが多い。花はオオバウマノスズクサによく似るがオオバウマノスズクサより小さいことが多く、筒部は白色、舷部を正面から見ると下半分に赤紫色の筋模様が蜜に入り、筒口内部は濃い赤紫色のことが多い。子房は黄緑色で有毛、それに続く花柄は赤紫色の無毛であることが特徴である。学名並びに和名は2021年に命名された。

- タンザワウマノスズクサ（丹沢馬の鈴草、Aristolochia tanzawana (Kigawa) Watanabe-Toma & Ohi-Toma） - 関東、東海地方の山地に分布し、葉の裏の毛が長く、葉脈上で開出する。花はオオバウマノスズクサによく似るがオオバウマノスズクサよりは大きいことが多く、白もしくは淡いクリーム色で筒口内部に褐色の豹紋がある。1989年に神奈川県立博物館研究報告 においてオオバウマノスズクサの変種として学名ならびに和名が命名され、その後の研究で種に変更された。
- アリマウマノスズクサ（有馬馬の鈴草、Aristolochia onoei Franch. et Savat. ex Koidz.） - 兵庫県、北九州、八重山・久米島。また近年では、台湾に分布する Aristolochia shimadae Hayataと同種とみなす見解もある。花は濃い紫色で正面から見ると逆三角形であり、筒口内部は黄色のことが多い。和名は牧野富太郎が兵庫県有馬において採集した際（1937年）に命名した。別名はホソバウマノスズクサ（細葉馬の鈴草）であるが、細葉はオオバウマノスズクサでも度々みられることから、近年ではホソバウマノスズクサの和名は用いられない。

他に、熱帯性の種で花が大きくて観賞用に栽培される種がある。パイプカズラ（A. elegans）が有名なほか、映画「スター・ウォーズ」に登場する「ダース・ベイダー」に形が似るとされるアリストロキア・サルバドレンシスなども知られる。

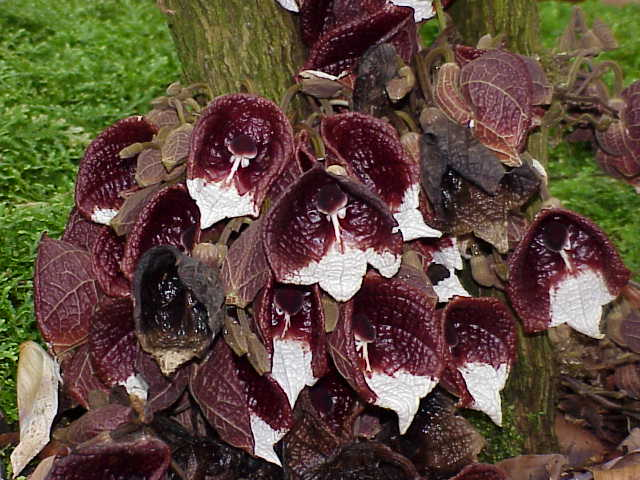
A. arborea
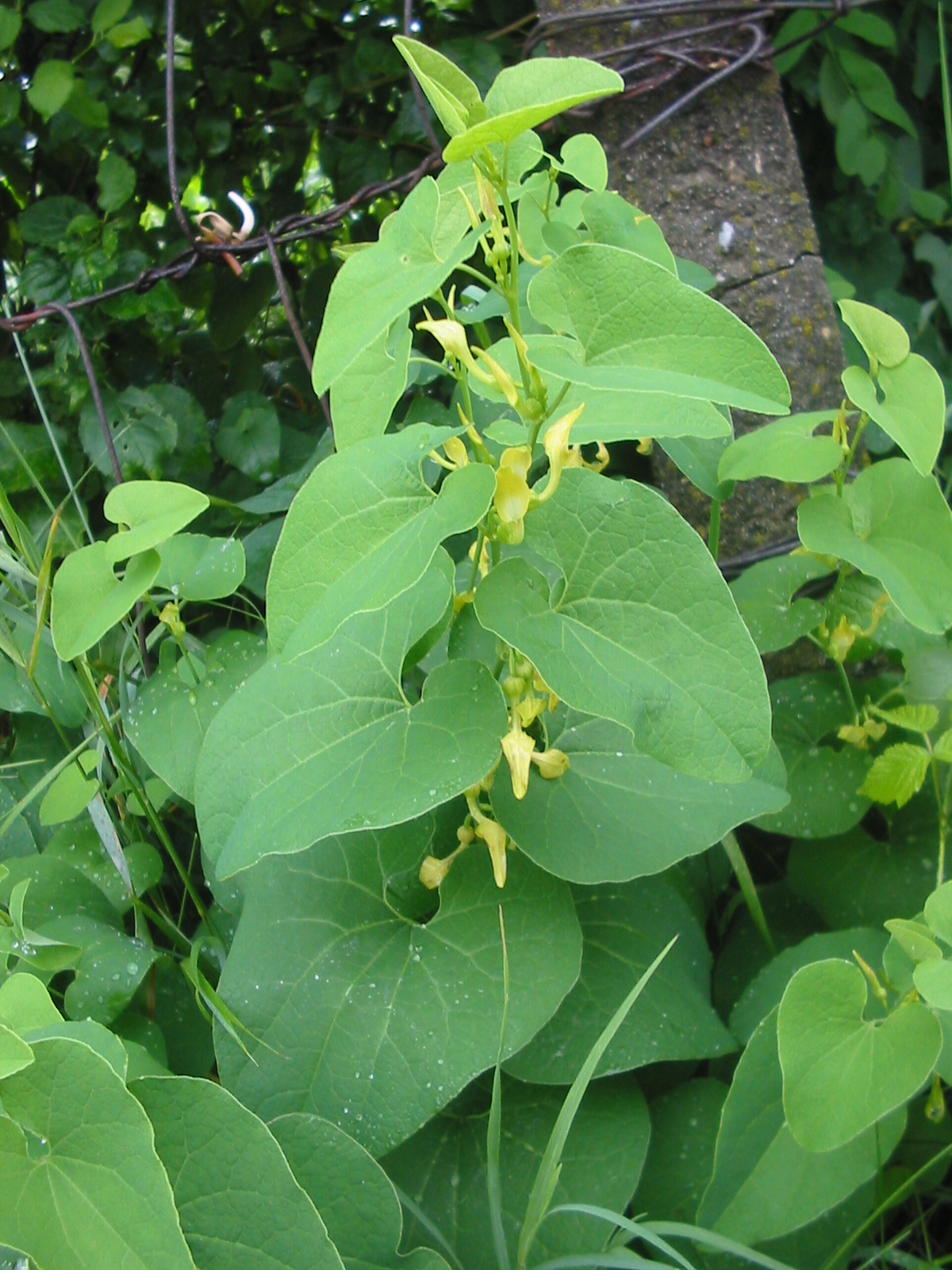
A. clematitis
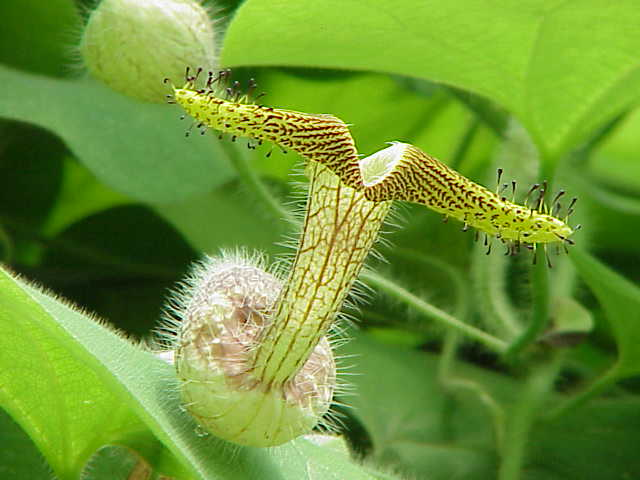
A. eriantha
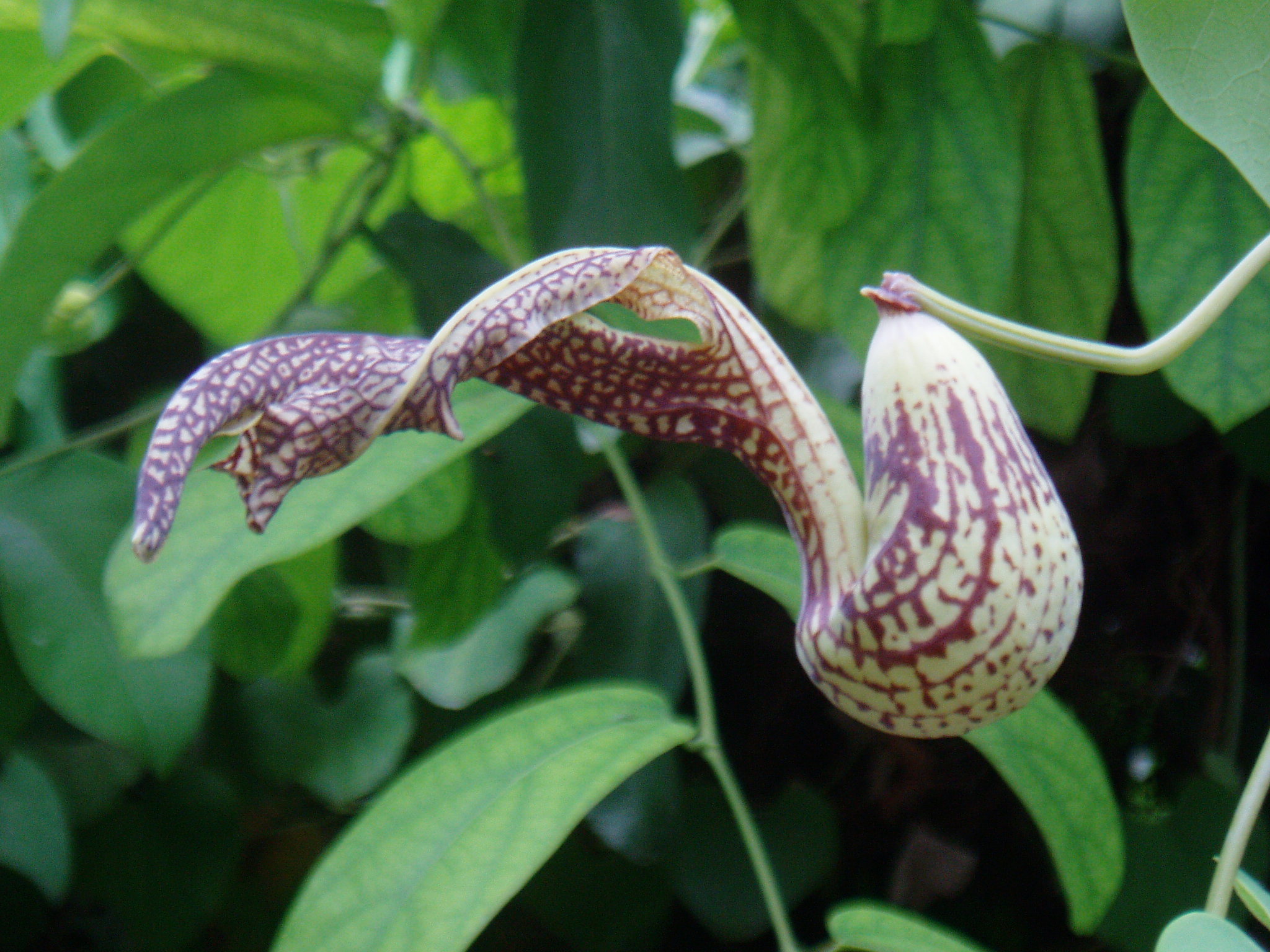
A. gibertii
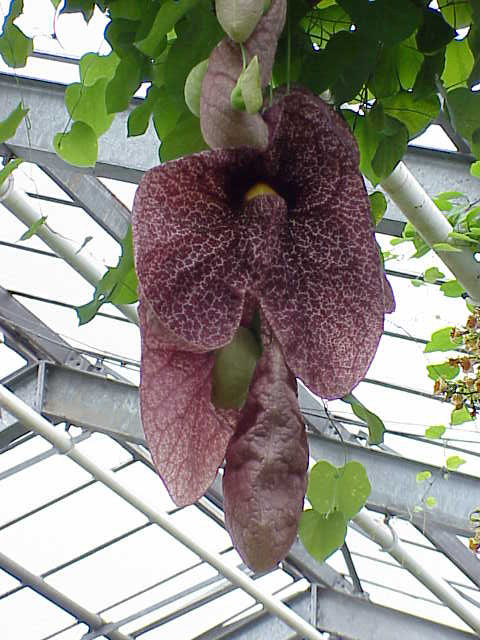
オオパイプカズラ A. gigantea
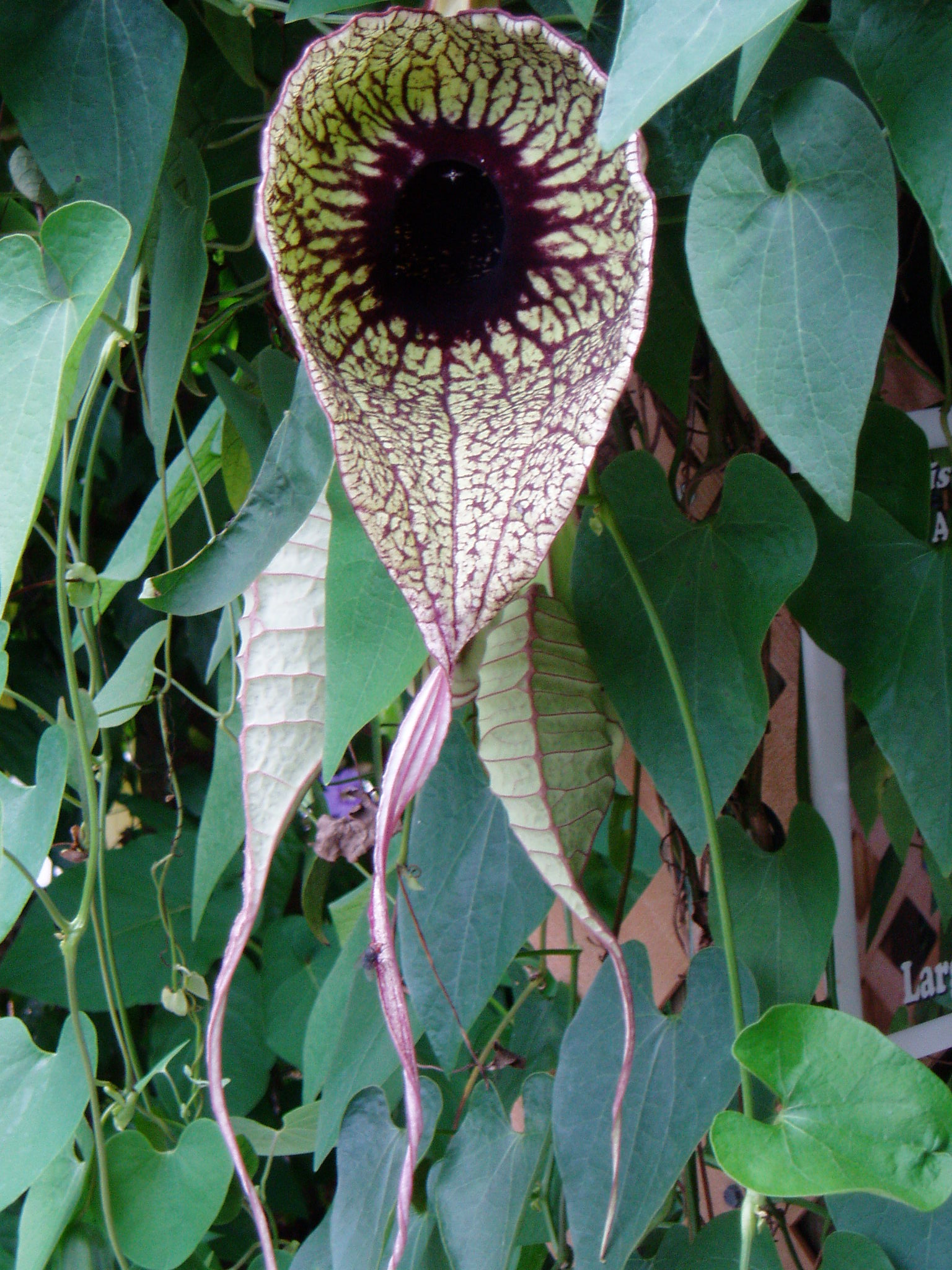
A. grandiflora
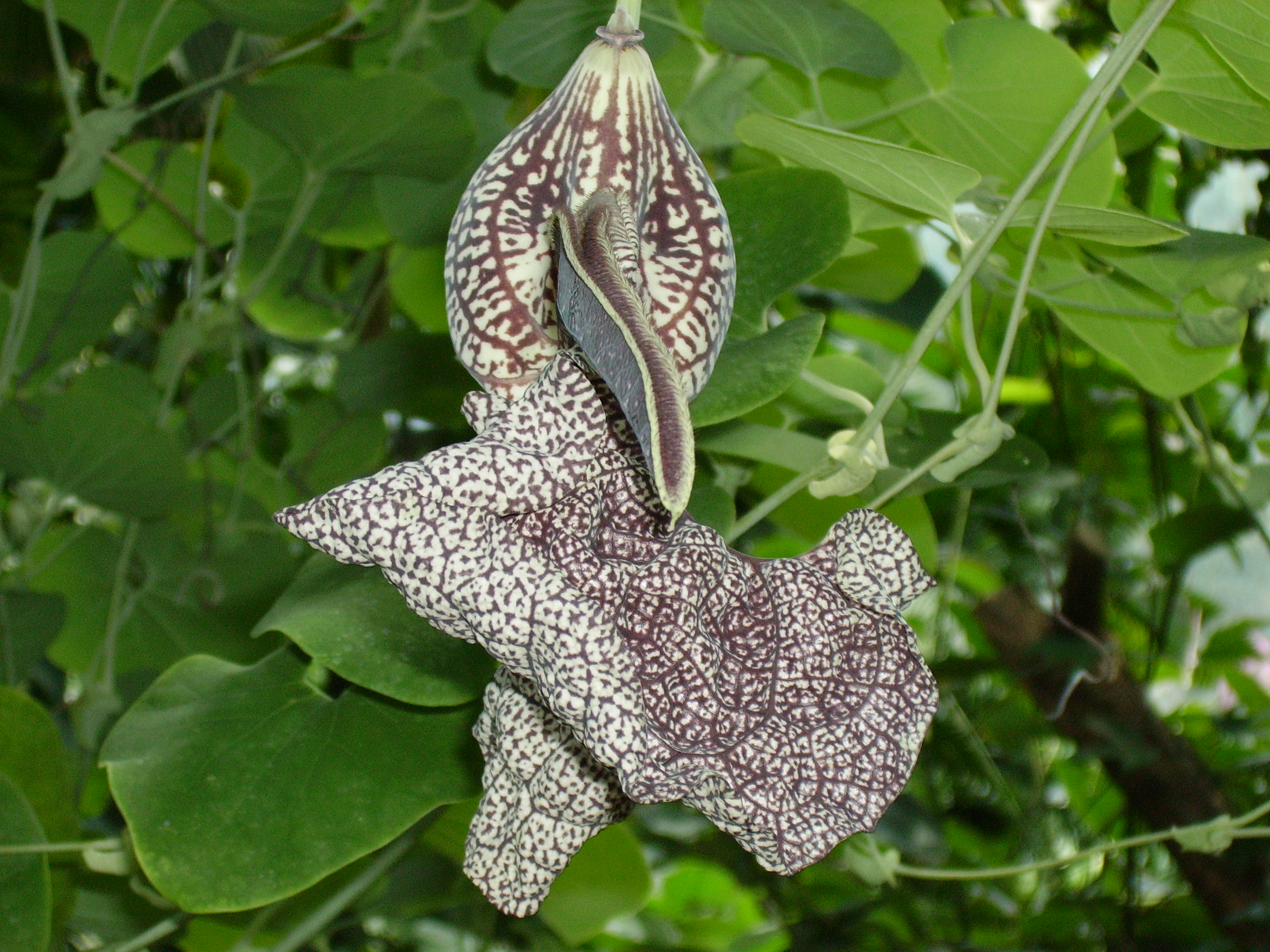
A. labiata
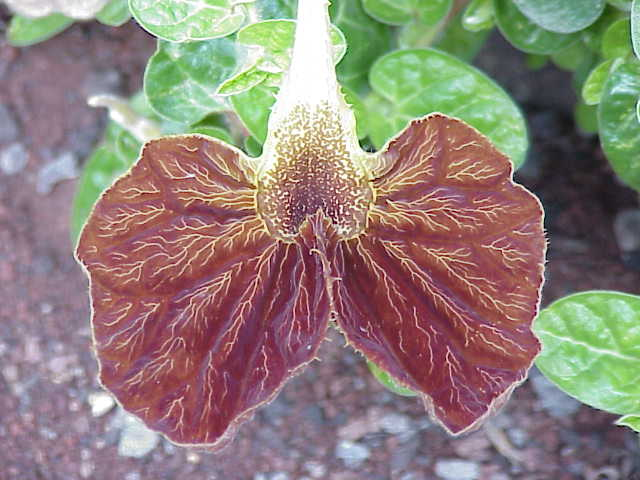
A. lindneri
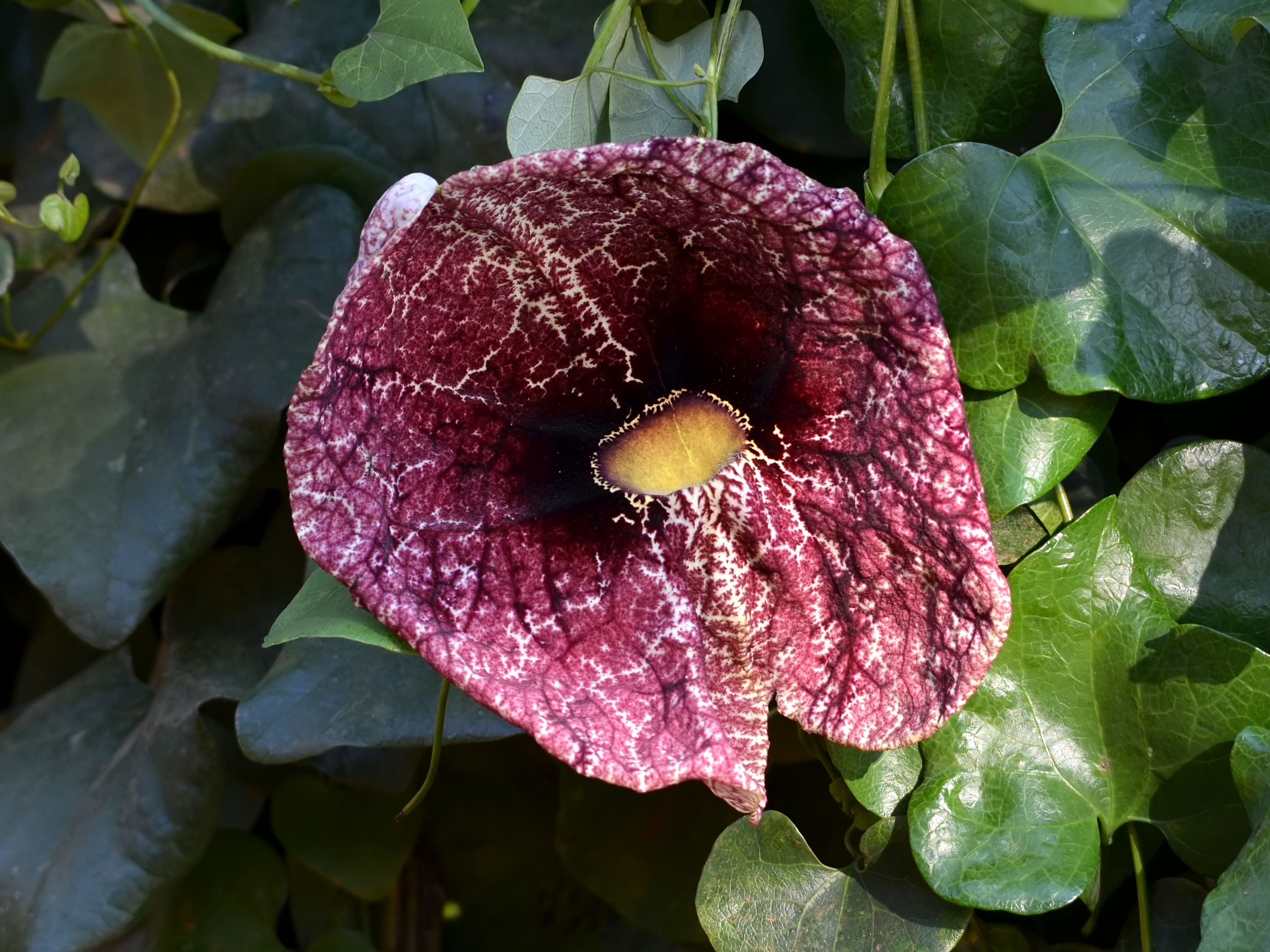
パイプカズラ A. elegans
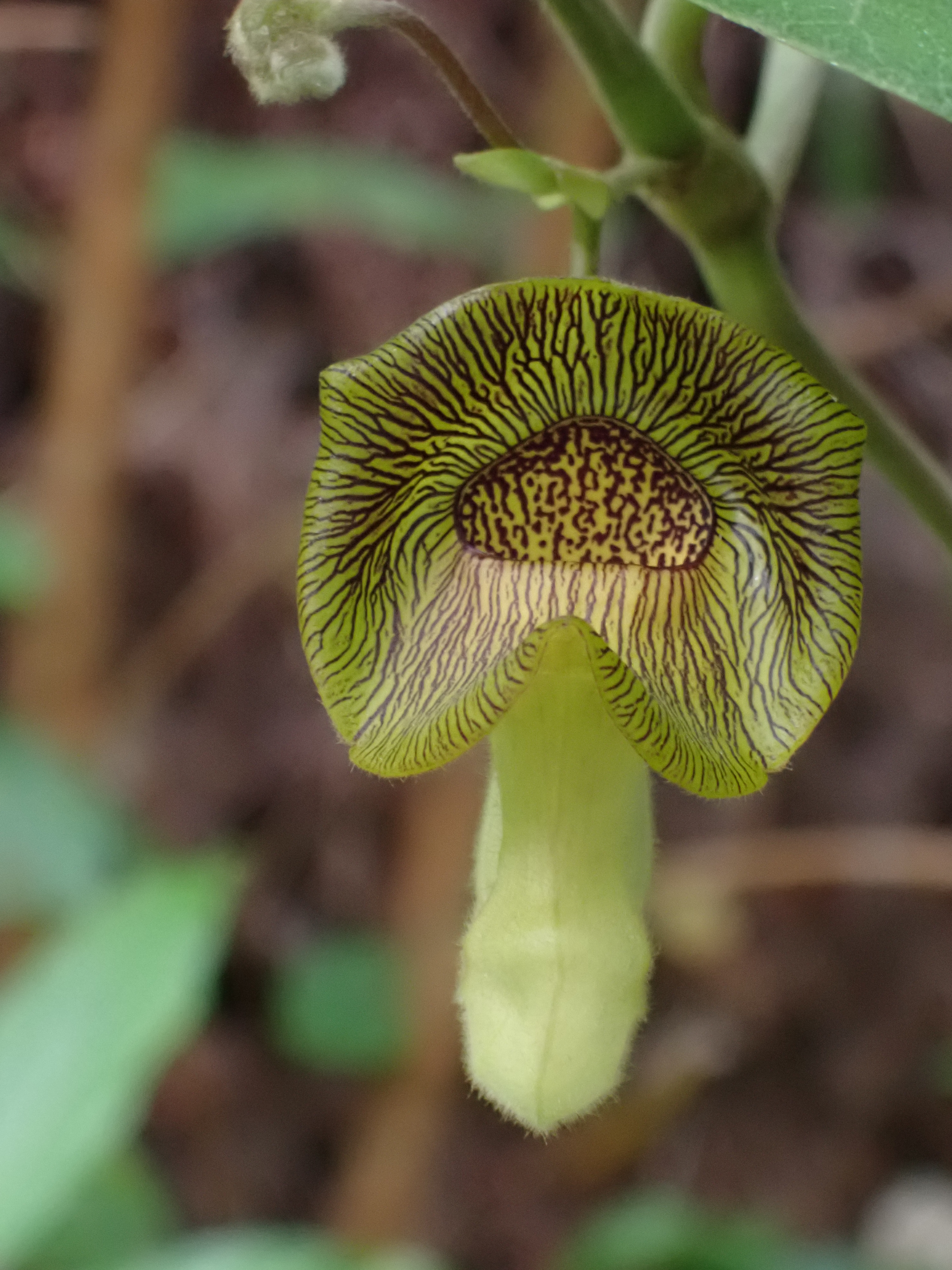
リュウキュウウマノスズクサ A. liukiuensis
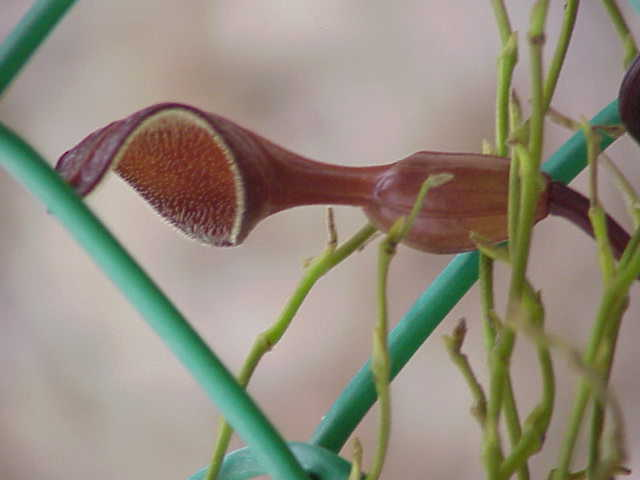
A. maxima
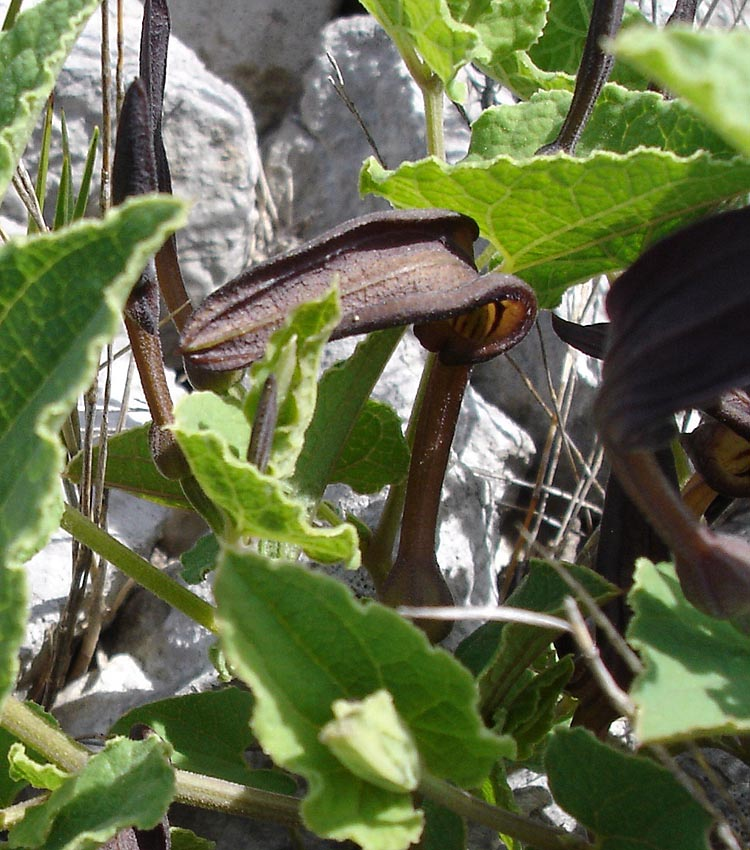
A. pistolochia
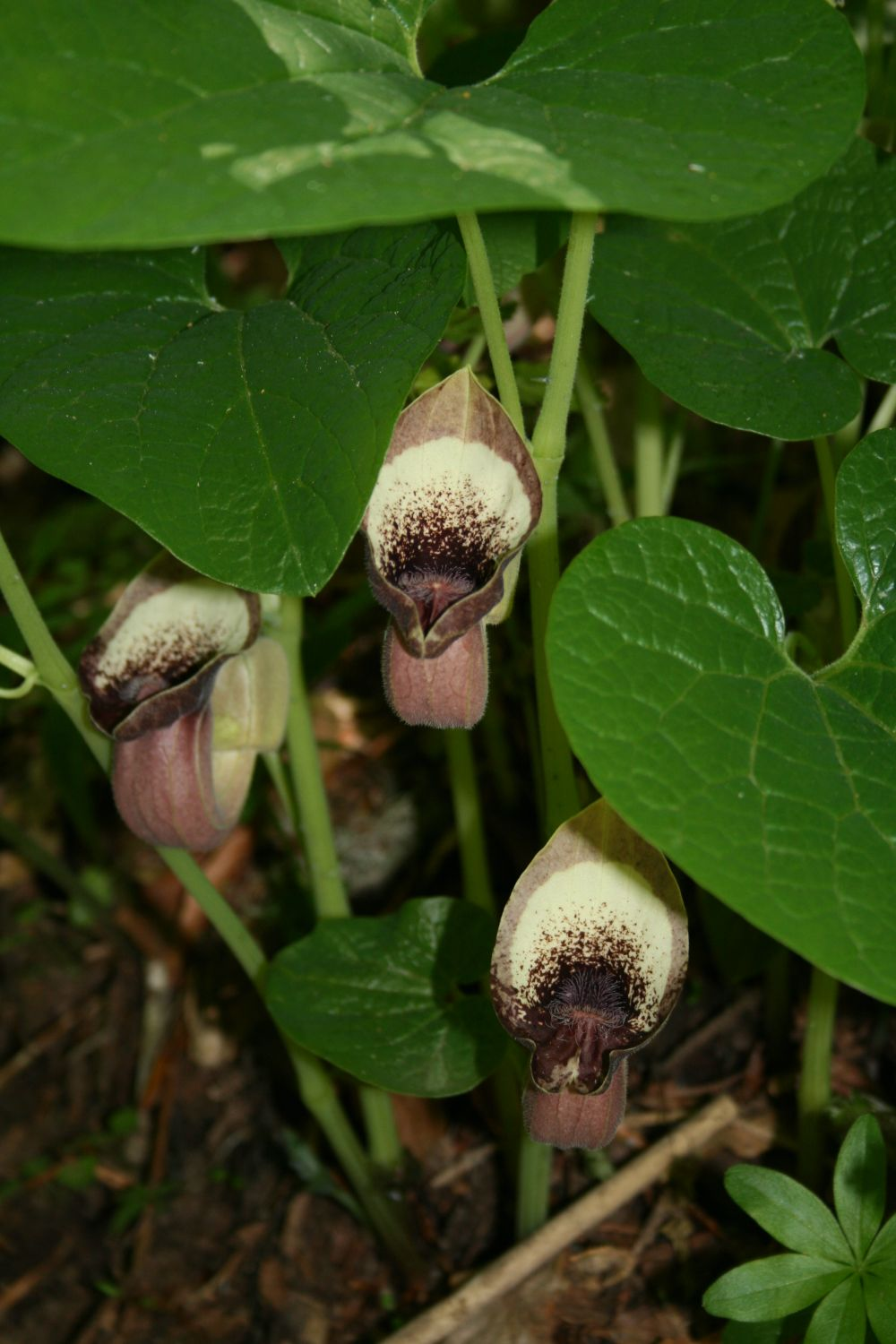
A. pontica
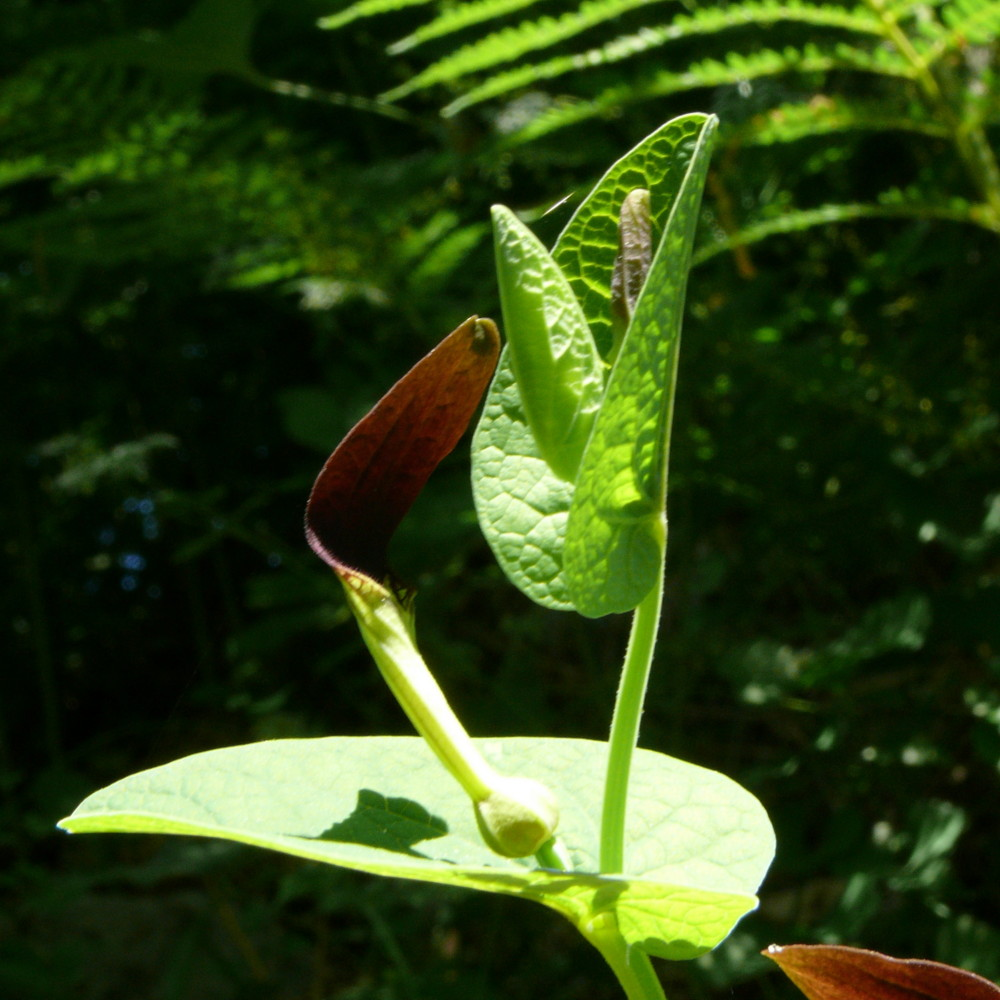
A. rotunda
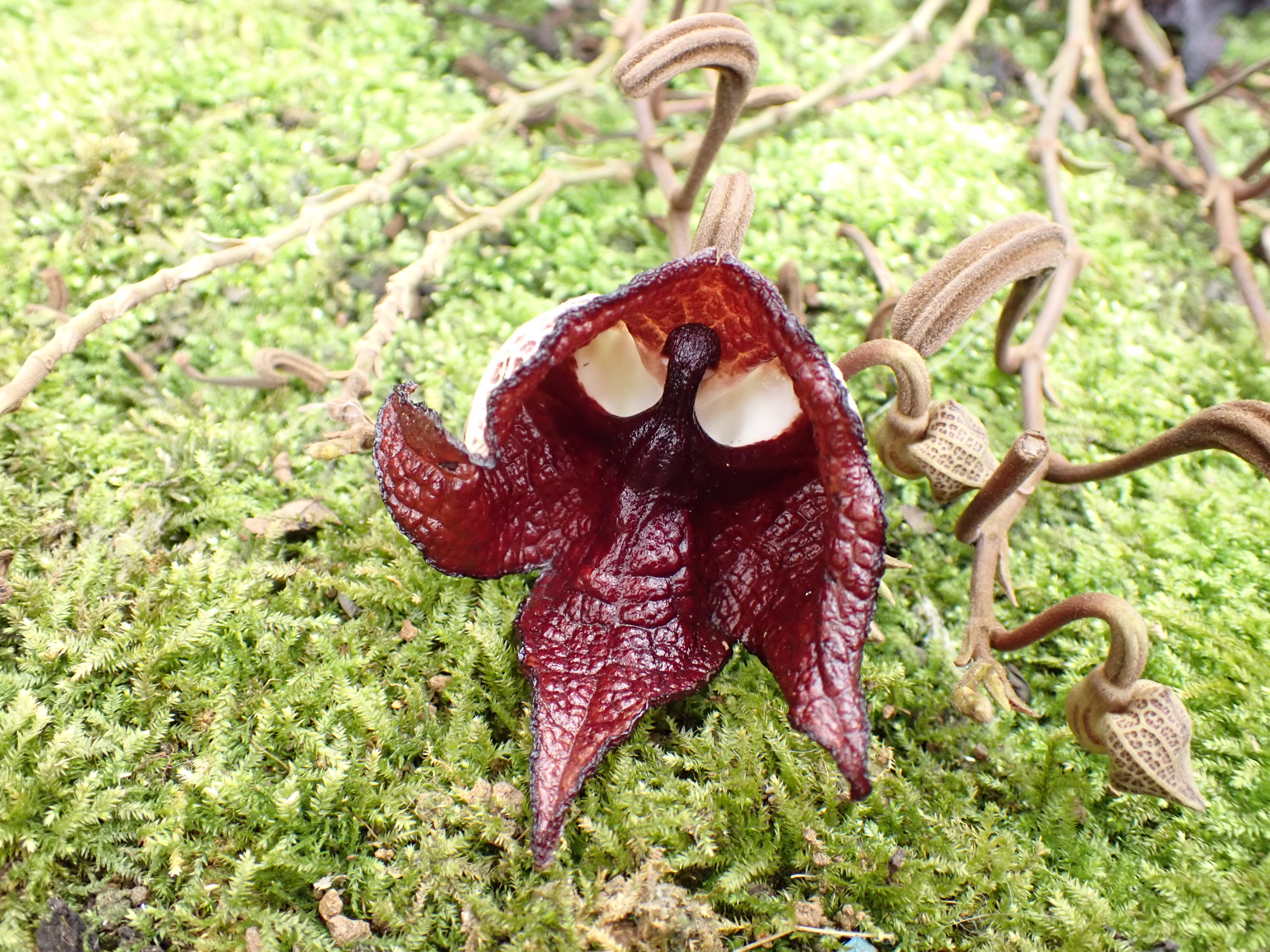
A. salvadorensis
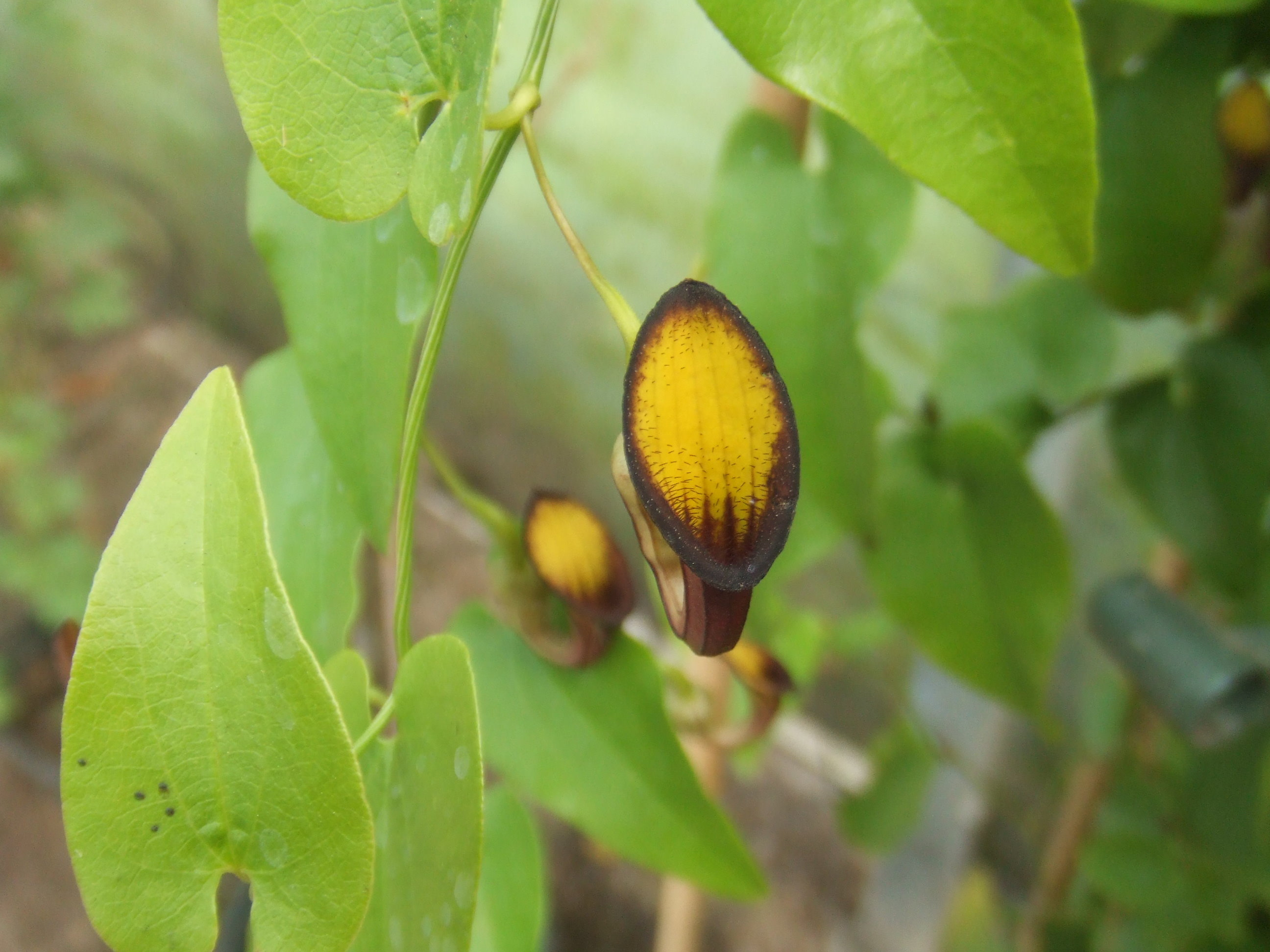
A. sempervirens
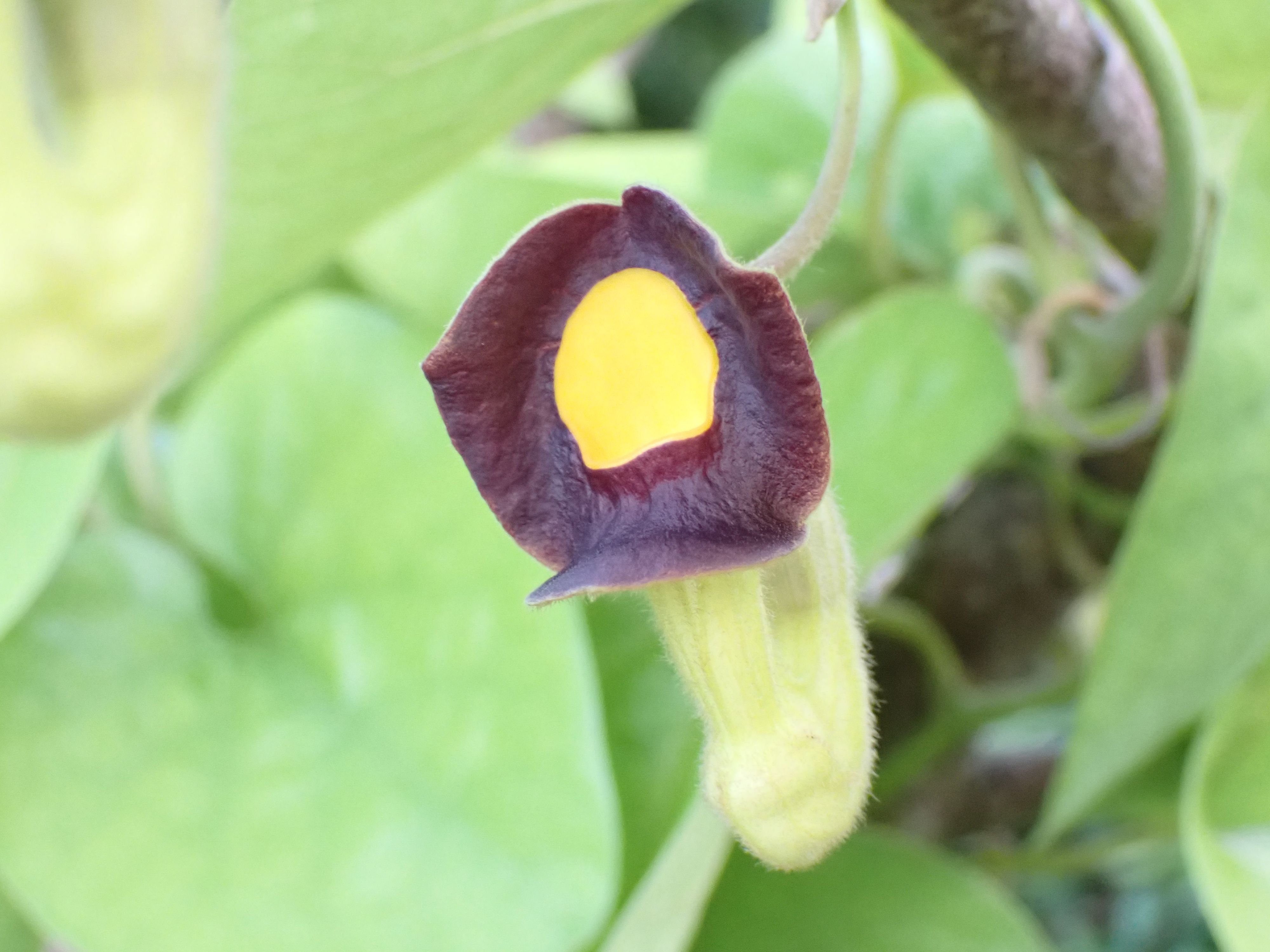
アリマウマノスズクサ A. shimadae
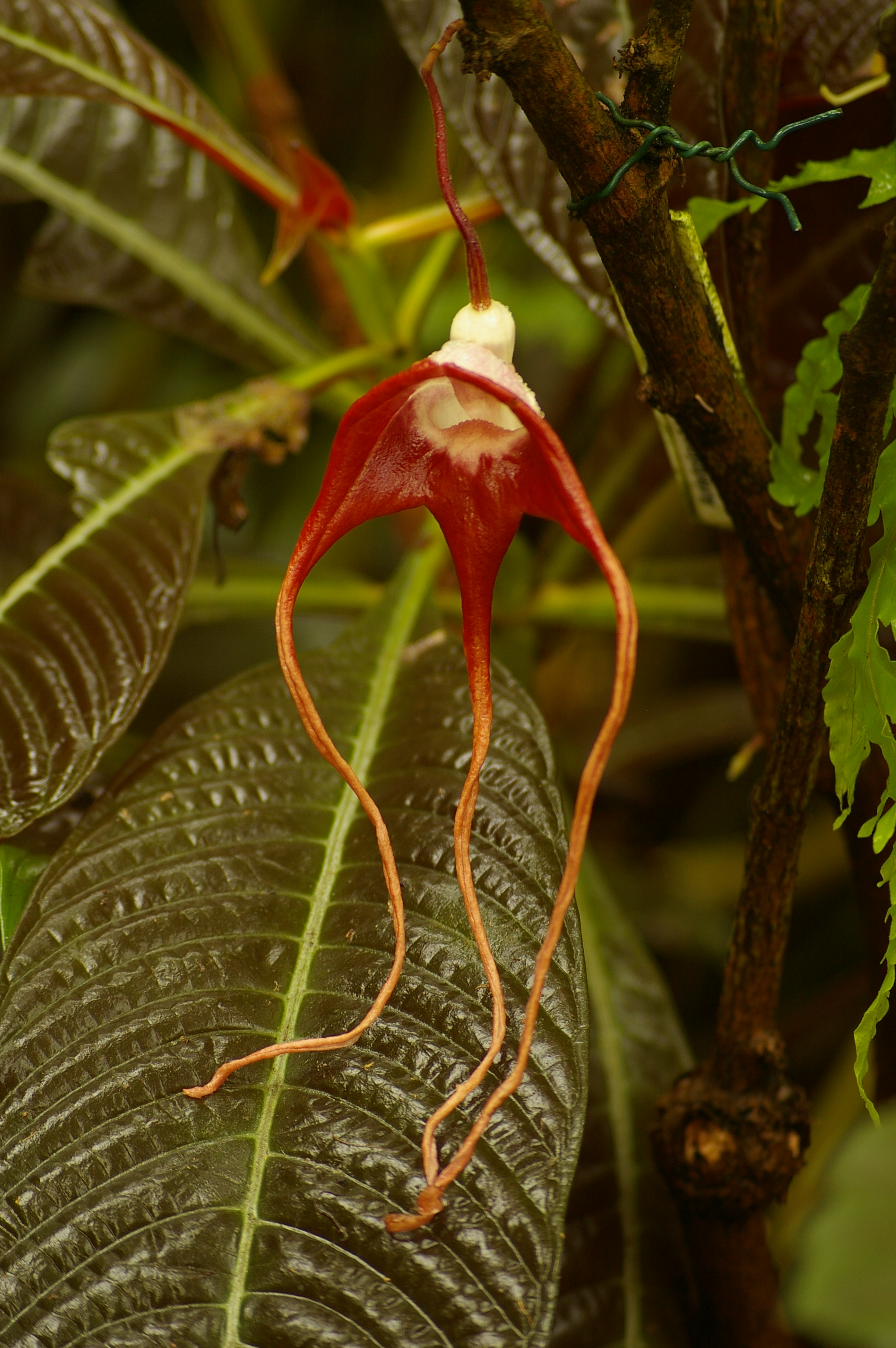
アリストロキア・トリカウダタ A. tricaudata